# Polígon Industrial Can Barri
El Polígon Industrial Can Barri és l'únic polígon industrial al terme municipal de Bigues i Riells del Fai, al Vallès Oriental. Inicialment la indústria estava dedicada al tèxtil i més tard s'ha diversificat considerablement amb la presència empreses dels sectors de la perfumeria, la fusta, farmacèutic, la il·luminació, els plàstics i l'alimentació.
Està situat a l'esquerra del Tenes, i en el costat sud de la carretera BP-1432 (Sant Feliu de Codines - la Garriga), que el separa de la urbanització del mateix nom. És al sud-oest del punt giratori existent a la cruïlla de la carretera esmentada amb la BV-1435. És un polígon estret, allargassat a l'entorn d'un eix central paral·lel al riu, amb alguns carrers que en deriven cap al nord. El seu accés oriental, considerat el principal, és des de la carretera esmentada en el punt giratori on conflueixen les carreters de Santa Eulàlia de Ronçana i de l'Ametlla del Vallès, però en el sector de ponent en té dos més que connecten amb la mateixa carretera a través de pistes rurals d'accés a les masies de Can Flixeret i de Can Quimet.
El polígon s'obrí a la dècada del 1980, en les terres més properes al Tenes de la pagesia de Can Barri, a migdia de la carretera que travessa el poble, mentre que la part de l'heretat més montuosa i formada per carenes i boscos es parcel·là i es dedicà a cases de segona residència, la urbanització de Can Barri. Durant el 2010 s'ha fet una ampliació en el costat de llevant del polígon, construint unes naus paral·leles a la carretera BV-1435, entre el punt giratori abans esmentat i el Pont de Ca l'Onyó, al Tenes.
En aquest polígon, s'hi celebra durant el segon cap de setmana de setembre la Fira d'Indústria, Comerç i Turisme de Bigues, de caràcter multisectorial.
El Molí d'en Barri, a la vora del Tenes, queda a la part central-meridional del polígon. Actualment englobat en el perímetre d'una de les indústries del polígon, és l'origen de la instal·lació d'indústries en el seu entorn.